# Den Hoorn (Texel)

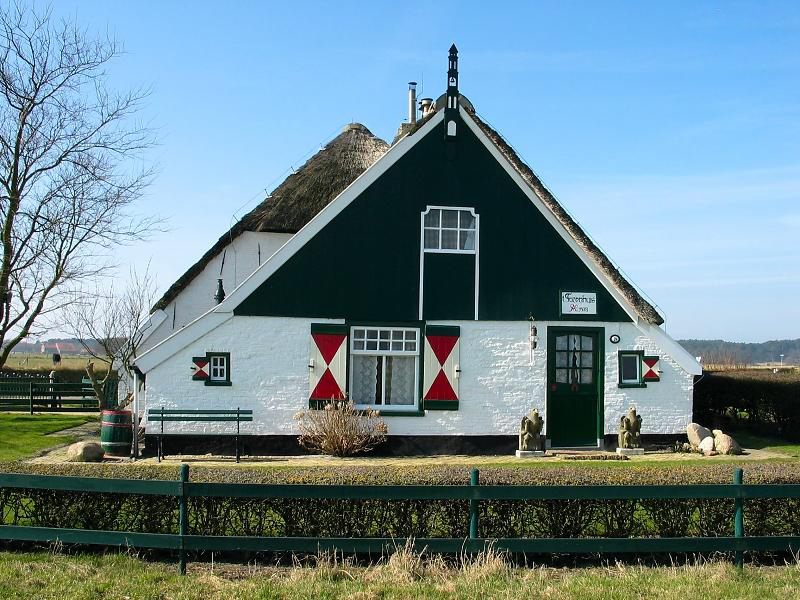
Edificio classificato come rijksmonument ("monumento del regno") a Den Hoorn

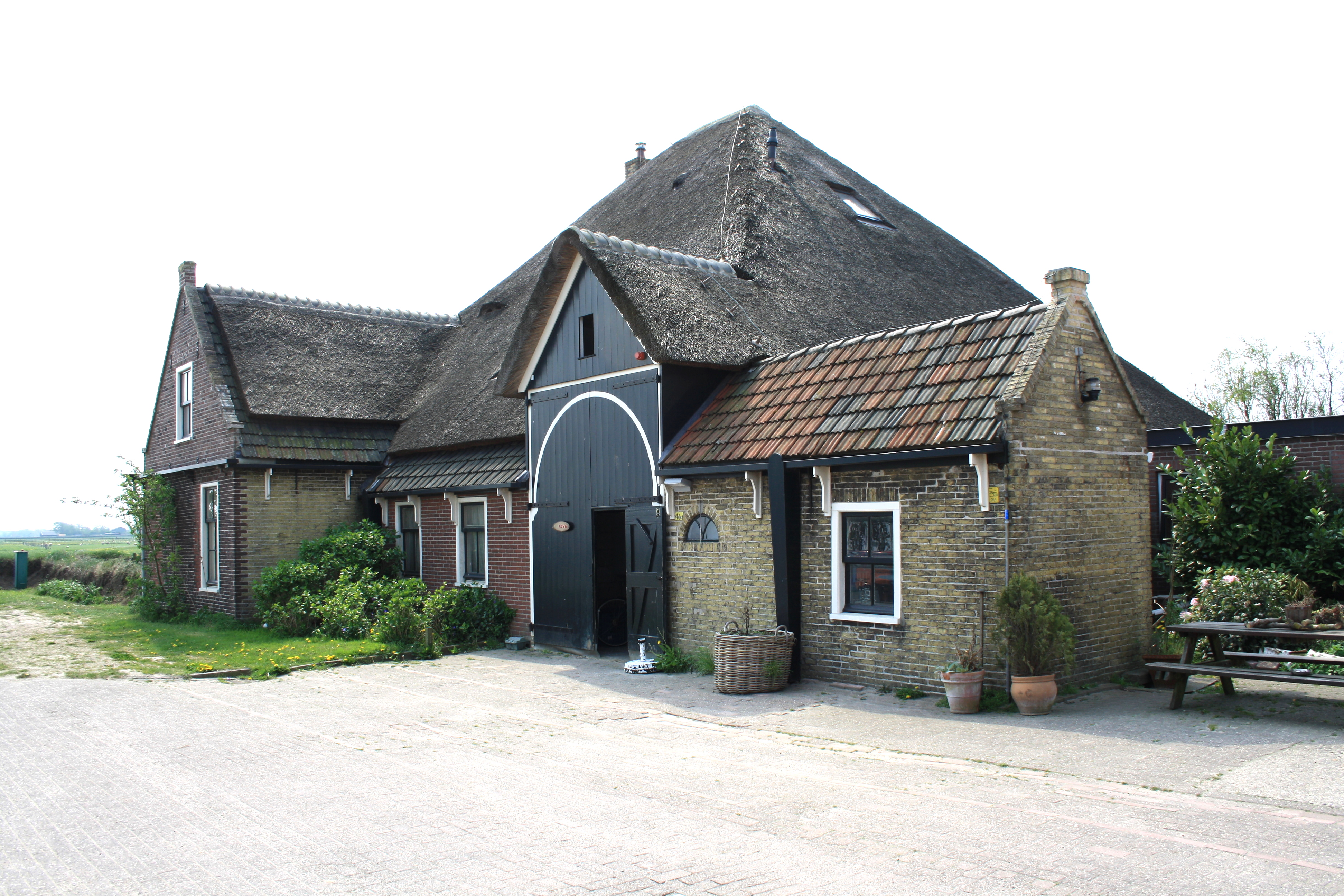
Den Hoorn: altro edificio classificato come rijksmonument

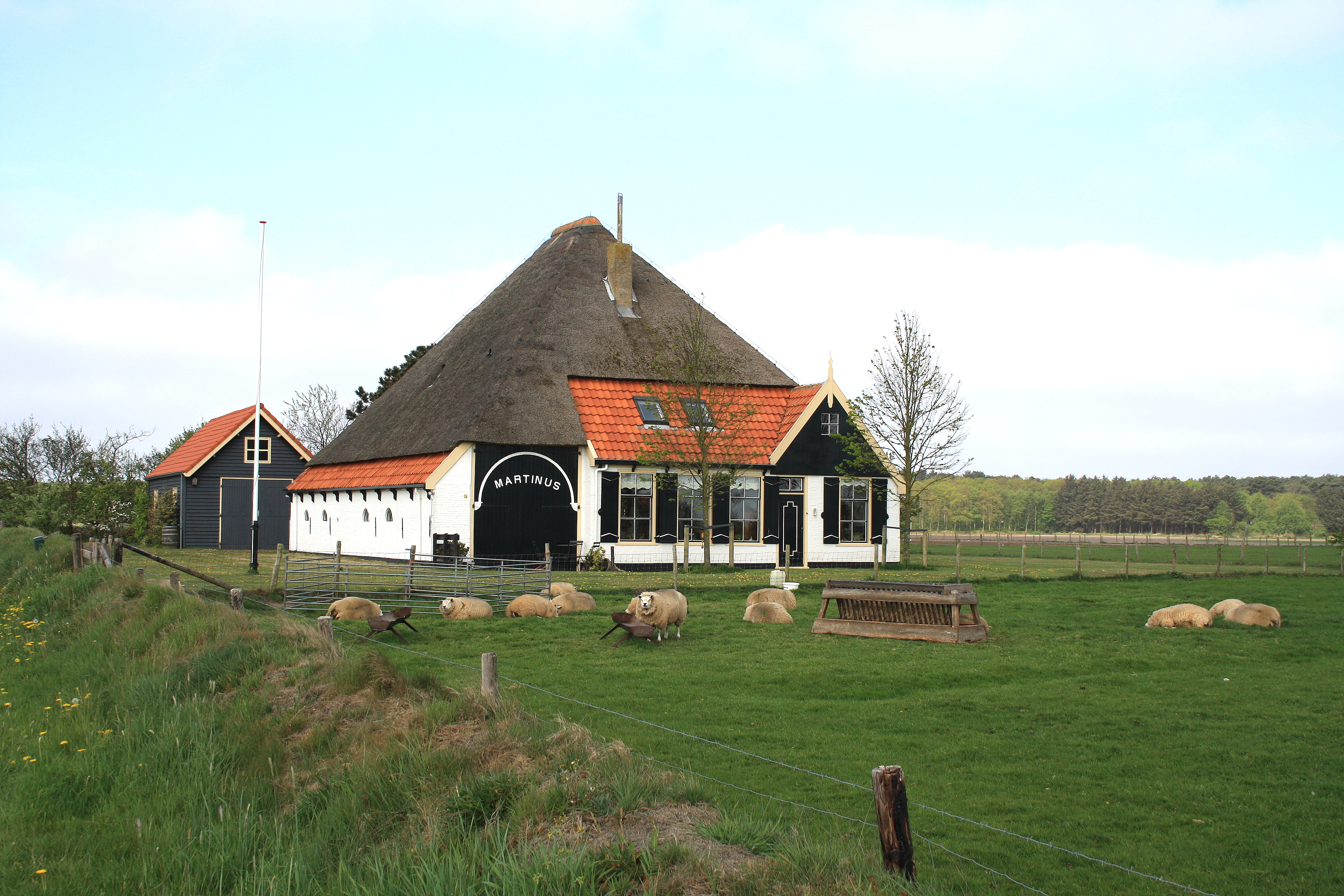
Den Hoorn: altro edificio classificato come rijksmonument

Den Hoorn (in dialetto tessels: De Hoore, 2.700 ab. ca.) è una località balneare sul Mare del Nord dell'Olanda Settentrionale situata nell'isola (e comune) di Texel, la più estesa tra le isole che compongono l'arcipelago delle Isole Frisone Occidentali.
È il primo centro abitato dell'isola che si incontra arrivando dalla terraferma.

## Etimologia
Il nome del villaggio significa "gancio", "tratto finale".
Il villaggio si chiamava in precedenza Den Horn, Horne e Hoorn.

## Geografia fisica

### Collocazione
Den Hoorn si trova nella parte meridionale di Texel, a circa 5 km a sud di Den Burg e a circa 8 km ad ovest/sud-ovest di Oudeschild.

### Suddivisione amministrativa
Buurtschappen
- 't Horntje

## Storia
Il villaggio sorse con il nome di Den Horn alla fine del XII secolo.
Nel 1398, il villaggio fu distrutto da soldati inviati dai Frisoni.  Sorse così il nuovo villaggio di Den Hoorn: le prime abitazioni furono costruite su una scogliera, per evitare il pericolo derivante dalle mareggiate e dalle inondazioni.
Sin da quell'epoca, gli abitanti di Den Hoorn effettuavano viaggi commerciali tra il Mare del Nord e lo Zuiderzee.
Tra il XVII secolo e il XVIII secolo, sorsero a Den Hoorn numerose rimesse per le imbarcazioni, che furono utilizzate anche come abitazioni. Nel XIX secolo, l'attività fu trasferita a Den Helder, ma fino al 1954 vi vivevano ancora otto famiglie.
Già nel 1840, il villaggio era costituito da 95 abitazioni e contava 569 abitanti.

## Economia
Tra le principali risorse del villaggio, oltre al turismo, vi è la coltivazione dei bulbi.

## Luoghi d'interesse

### Chiesa
Tra le principali attrazioni di Den Hoorn vi è la chiesetta del 1425, che costituisce uno dei soggetti più fotografati di Texel.
|  |

## Sport
- Sportvereniging Zwaluwen Den Hoorn (abbreviato: ZDH), squadra di calcio, fondata nel 1931[7]